# Szombathely

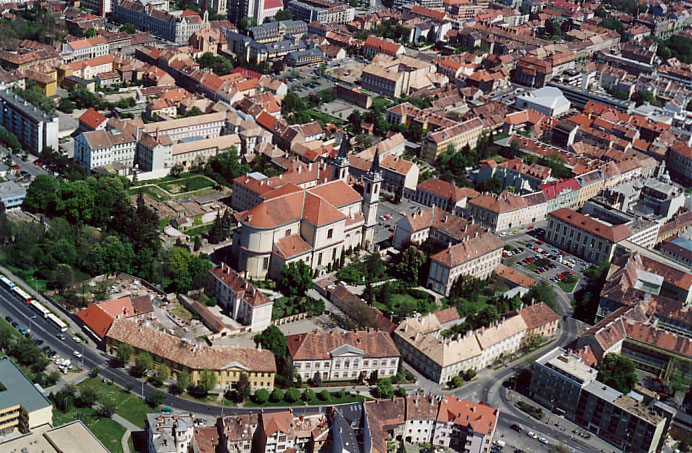
Luftaufnahme

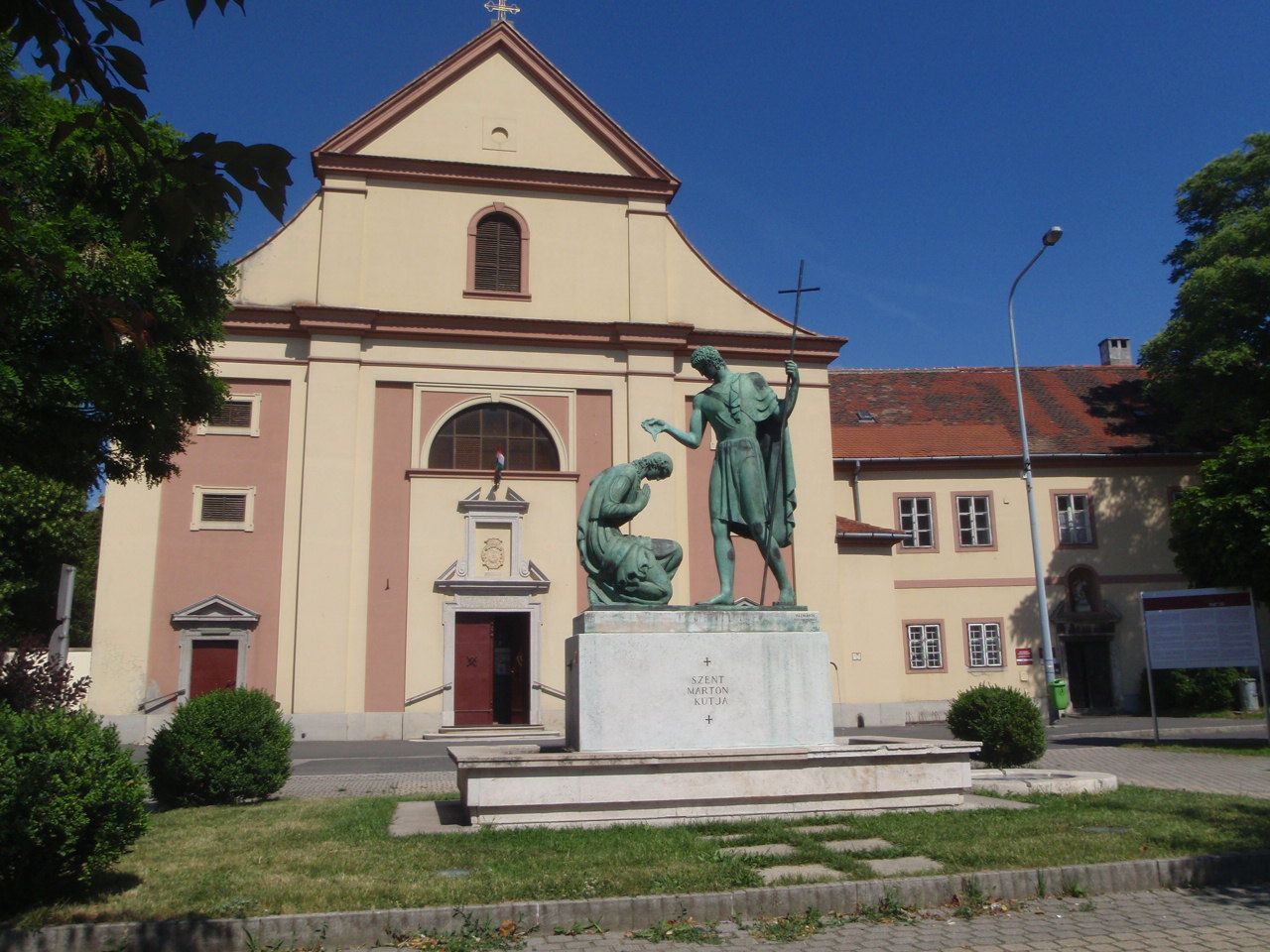
Brunnen von Martin von Tours und Besuchszentrum

Szombathely [ˈsombɒthɛj] (deutsch Steinamanger, älter auch Stein am Anger, kroatisch Sambotel, slowenisch Sombotel) ist eine Stadt in Westungarn in der Nähe der Grenze zu Österreich. Die Stadt ist Sitz des Komitats Vas (Eisenburg) und des Kreises Szombathely, sie hat selber Komitatsrecht.
Auf einer Fläche von 9.753 ha hatte die Stadt 17.055 Einwohner im Jahr 1880 und 78.407 Einwohner im Jahr 2019.

## Etymologie
Der Name Szombathely ist abgeleitet von ungarisch szombat ‚Samstag‘ und ungarisch hely ‚Platz‘, ‚Ort‘ und bezieht sich auf den Status als Marktstadt. Mittelalterliche Märkte fanden oft jede Woche am Samstag statt.
Der lateinische Name Savaria oder Sabaria kommt von lateinisch Sibaris, dem lateinischen Namen des Flusses Güns. Die Wurzel des Wortes ist das proto-indo-europäische Wort *seu ‚nass‘. Der österreichische Überlauf der Güns wird Zöbern genannt, wahrscheinlich eine Ableitung seines lateinischen Namens.
Die Stadt ist bekannt in Kroatisch als Sambotel, in Slowenisch als Sombotel und in Jiddisch als סאמבאטהעלי (Sambathely).
Der Name Steinamanger, ‚Stein am Anger‘, wurde vermutlich von Siedlern aus dem bairischen Frankenreich geprägt, die auf die Ruinen der römischen Stadt Savaria stießen.
Der slowakische Name Kamenec stammt auch von der Wurzel (kameň ‚Stein‘), ähnlich der deutschen Variante.

## Geschichte

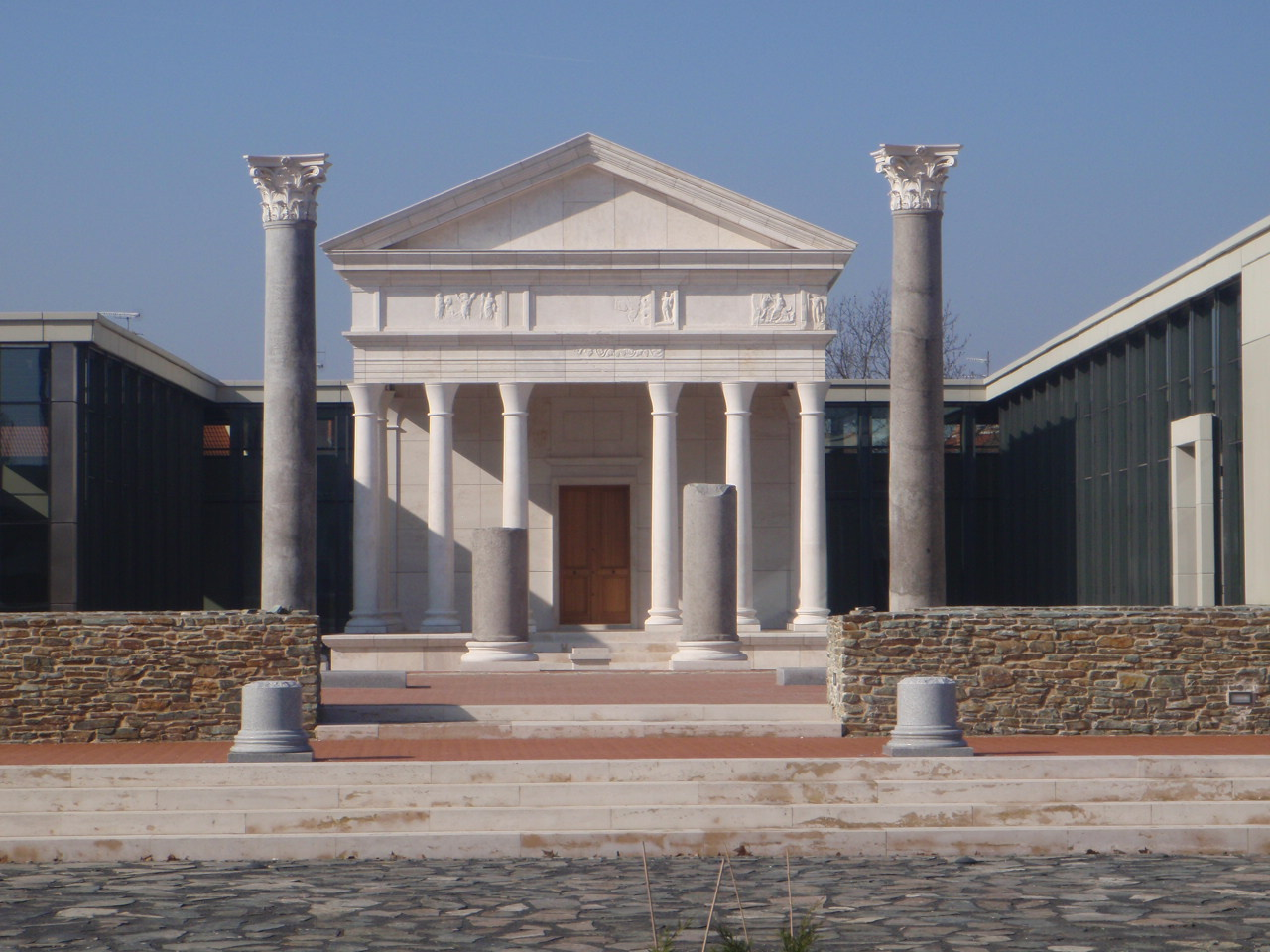
Das rekonstruierte Iseum

### Antike und Völkerwanderungszeit
Szombathely, das antike Savaria, ging nach Ansicht einiger Forscher wahrscheinlich aus einem während der römischen Okkupation Pannoniens ab 9 n. Chr. errichteten Kastell hervor. Aus der frühesten Phase ist jedoch kaum etwas bekannt. Auch konnten bisher keine vorrömischen Siedlungsplätze auf dem Gebiet des historischen Stadtareals entdeckt werden. Wahrscheinlich war der Ausbau der mutmaßlich bereits während der Regierungszeit des Kaisers Tiberius (14–37 n. Chr.) begonnenen Bernsteinstraße ein entscheidender Faktor für das Aufstreben der während der Regierungszeit des Kaisers Claudius (41–54 n. Chr.) zu einem unbekannten Zeitpunkt gegründeten Colonia. Die Stadt erhielt den Namen „Colonia Claudia Savaria“.
Der Name wird bereits bei Plinius dem Älteren in seinem dritten Band der Naturalis historia genannt. In späterer Zeit setzte sich die Namensvariante Sabaria durch. Szombathely ist damit höchstwahrscheinlich die älteste römische Stadtgründung in der römischen Provinz Pannonien und damit die älteste auf dem heutigen ungarischen Staatsgebiet. Während der Regierungszeit des Kaisers Trajan (98–117) wurde Savaria zur Hauptstadt der Provinz Oberpannonien ernannt und behielt diesen Status – später für die Provinz Pannonia prima – bis in die Spätantike.
Im Jahr 303 wurde in der Stadt im Rahmen der Christenverfolgung Quirinus, der Bischof von Siscia, hingerichtet. 316/317 kam wahrscheinlich der heilige Martin von Tours in Szombathely zur Welt. Andererseits beansprucht auch die Territorialabtei Pannonhalma, dass in ihrer Nähe der Heilige geboren worden ist, da es auch dort einen antiken Ort mit dem Namen Savaria gab. Im 5. Jahrhundert wurde die Stadt nach und nach von ihren Bewohnern (vor allem Ostgoten) verlassen, die in sicherere Regionen des Römischen Reichs zogen. Zudem wurde die Stadt am 7. September 456 durch ein Erdbeben stark zerstört.

### Im Reich der Karolinger
791 tauchte der Name Sabaria wieder in den Chroniken auf. Karl der Große suchte die Stadt auf seinem Feldzug gegen die Awaren auf. Im frühen 9. Jahrhundert markierte Sabaria den südlichsten Endpunkt des fränkischen Awarenfürstentums und wurde zu dieser Zeit möglicherweise zu einem weltlichen oder kirchlichen Zentrum ausgebaut. Nach der Auflösung des awarischen Fürstentums entstand die ostfränkische Grafschaft Steinamanger, und Steinamanger wurde damit wieder Vorort einer politischen Einheit. Deutsche Siedler prägten in der Folge den Stadtnamen „Stein am Anger“ – heute „Steinamanger“ –, der auf die damals überall anzutreffenden antiken Ruinen Bezug nahm. Die Grafschaft, die sich zwischen Rabnitzbach und Raab erstreckte, dürfte bereits um 844 bestanden haben. Nachweisbar ist sie mit dem Jahre 860, wo Graf Odolrich in zwei Diplomen König Ludwigs des Deutschen als deren Inhaber genannt wird. Er folgte in dieser Funktion dem Grafen Rihheri, der 857 vom neuen Verwalter des Bairischen Ostlandes Karlmann abgesetzt wurde. 869 kämpfte Graf Odolrich bei Baden im Heer seines Herren Karlmann. Der letzte benennbare Herr der Grafschaft dürfte Graf Ernst (Nennung 877) gewesen sein, der dem Markgrafen Arbo unterstand. Aber auch spätere Grafen von Steinamanger der Karolingerzeit sind nicht auszuschließen.

### Königreich Ungarn
Ab dem 11. Jahrhundert gehörte die Stadt den Bischöfen von Győr. 1407 erhielt sie einen Privilegbrief und damit das Stadtrecht. 1578 stieg die Stadt zum Komitatssitz auf. 1605 wurde Szombathely vom Heiduckenkapitän Gergely Némethy geplündert. Am 3. Mai 1716 zerstörte eine Feuersbrunst die Stadt teilweise.

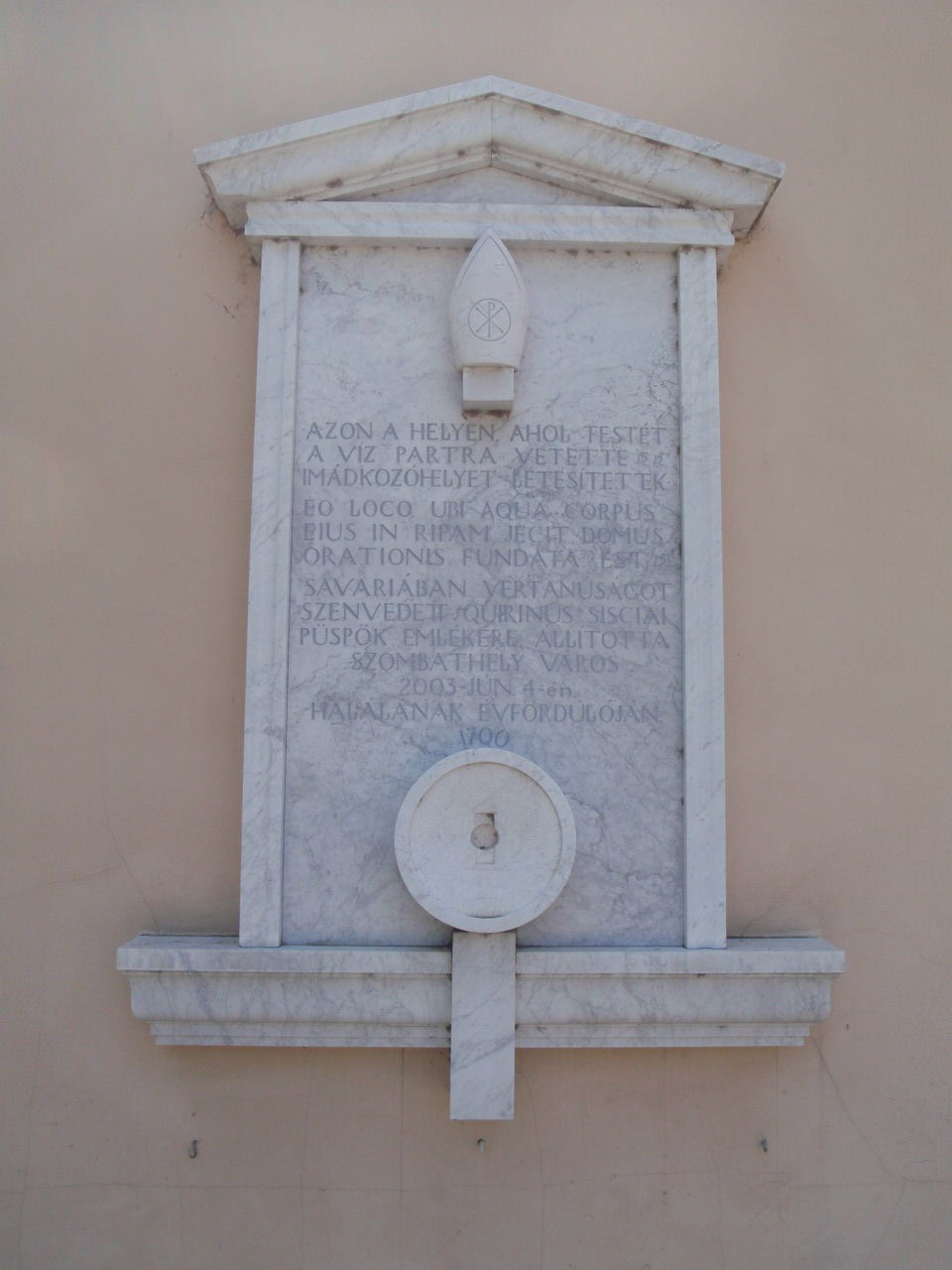
Szombathely, Óperint-Straße – Gedenktafel zum 1700. Todestag des Bischofs Quirinus von Siscia

Königin Maria Theresia gründete im Jahre 1777 das Bistum Szombathely, die Siedlung wurde in den darauf folgenden Jahren zu einer eleganten Kleinstadt ausgebaut. In der zweiten Hälfte des 19. Jahrhunderts befand sich die Stadt in der Mitte der k.u.k. Monarchie und wurde ein wichtiges Verkehrs- und Leichtindustriezentrum. Hier kreuzten sich die beiden Eisenbahnlinien Budapest–Graz (Ungarische Westbahn) und Wien–Agram.

### Nach dem Ende des Königreichs
Nach dem Ersten Weltkrieg wurde die neue Westgrenze Ungarns auf Grund des Vertrages von Trianon 1921 nur 12 km westlich der Stadt gezogen, worunter die zentralen Funktionen der Stadt litten. 1928 wurde hier eines der modernsten Krankenhäuser Ungarns gebaut, und Szombathely blieb weiterhin Komitatssitz.
Straßengrenzübergänge waren nun bis 2007 westlich Bucsu in 14 km, nordwestlich Rechnitz in 23 km und nördlich Rattersdorf in 20 km sowie Klingenbach in 80 km Entfernung.
In den Jahren 1944 und 1945 wurden die Stadt und der Ort mehrmals tagsüber von Flugzeugen der 15th Air Force bombardiert. Nachts wurden Bombenangriffe mit Flugzeugen der 205 Group der Royal Air Force durchgeführt. Etwa 300 Menschen kamen dabei ums Leben, vier Fünftel aller Gebäude wurden zerstört. Die folgenden Jahre des Kalten Krieges galten wegen der Nähe des „Eisernen Vorhangs“ als Zeit der Rezession.
Nach 1989 begann eine positive Entwicklung der Stadt, verstärkt durch den EU-Beitritt Ungarns 2004 und die Auflassung der Kontrollen an der Grenze zu Österreich im Jahr 2007 auf Grund des Schengener Abkommens.
Papst Johannes Paul II. hat nach Einladung von Bischof István Konkoly von Szombathely am 19. August 1991 die Stadt besucht.
Im Jahre 2000 wurde in Szombathely eine Tradition aus den 1960er Jahren wiederbelebt – der Historische Karneval, der in der Regel am vorletzten Wochenende im August stattfindet. Diese Veranstaltung hat sich mittlerweile als eine touristische Attraktion weit über die Grenzen Ungarns hinaus etabliert.
Mit dem Wirksamwerden des Schengener Abkommens am 21. Dezember 2007 entfielen die Grenzkontrollen zwischen Ungarn und Österreich komplett. Szombathely und das österreichische Burgenland sind seither auch durch diverse Nebenstraßen, an denen sich kein Grenzübergang befunden hatte, verbunden.

## Kultur und Literatur

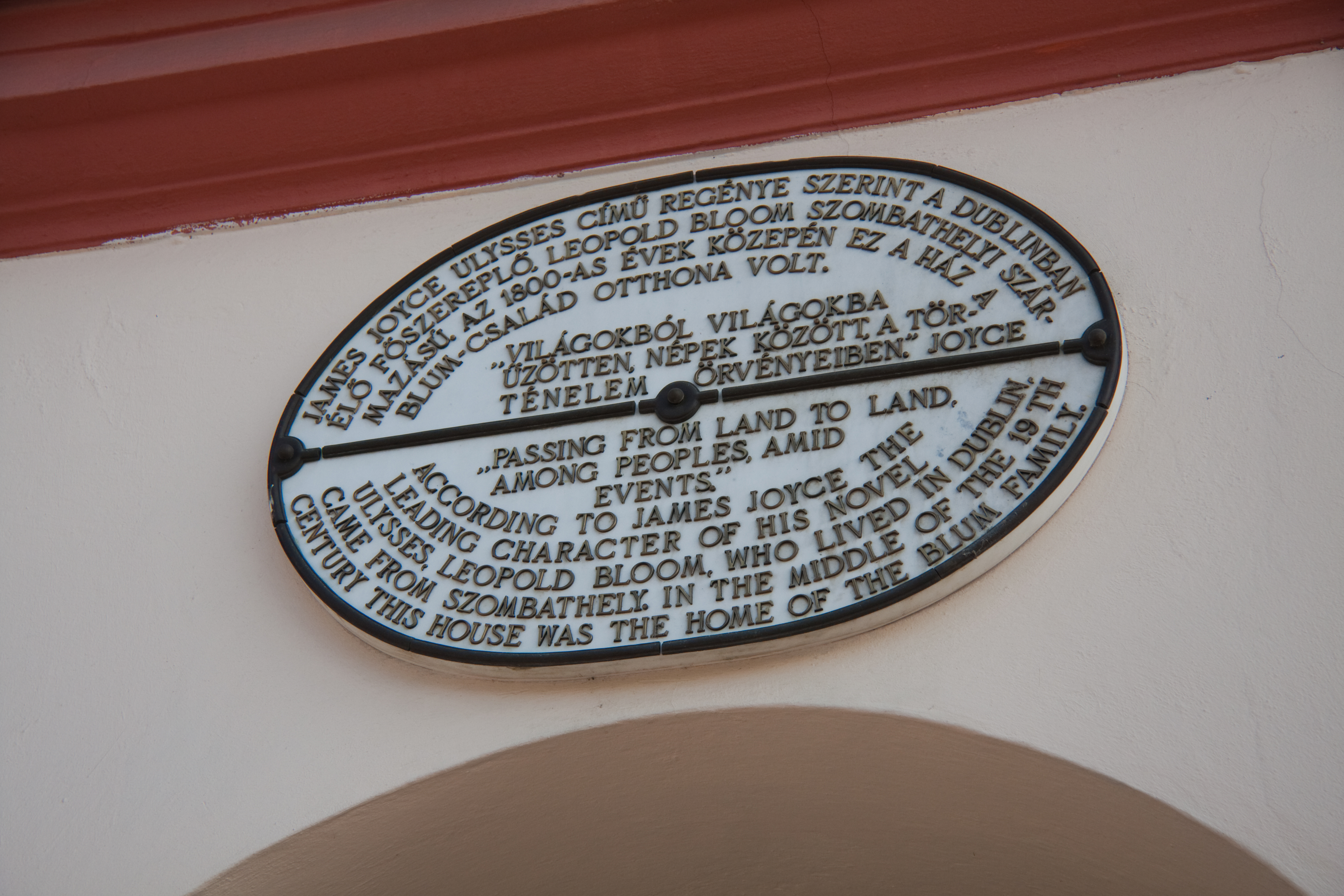
Eine Tafel an der Wand des Hauses, in dem Mitte des 19. Jahrhunderts eine Familie Blum lebte

Der irische Schriftsteller James Joyce lässt den Vater von Leopold Bloom, der Hauptfigur seines weltberühmten Romanes Ulysses, aus Szombathely stammen:

„Welches war, nach Aufhebung aller Schweigepflicht, ihre Abstammung?

Bloom, einziger, männlicher, transsubstantieller Erbe des Rudolf Virag (später Rudolph Bloom) aus Szombathely, Wien, Budapest, Mailand, London und Dublin […]“

Die Stadt ehrte den Autor deswegen mit einer Statue auf dem Hauptplatz. Der Bloomsday wird im kulturellen Programm von Szombathely jährlich gefeiert.

### Periodische kulturelle Veranstaltungen
Ab 1975 fand in Szombathely eine internationale Miniaturtextil-Biennale statt, zusammen mit einer nationalen Tapisserieausstellung. Sie wird seit 2003 als Triennale weitergeführt.
Seit mittlerweile 15 Jahren findet in Szombathely das Lamantin Jazz Fesztivál statt.

## Verkehr

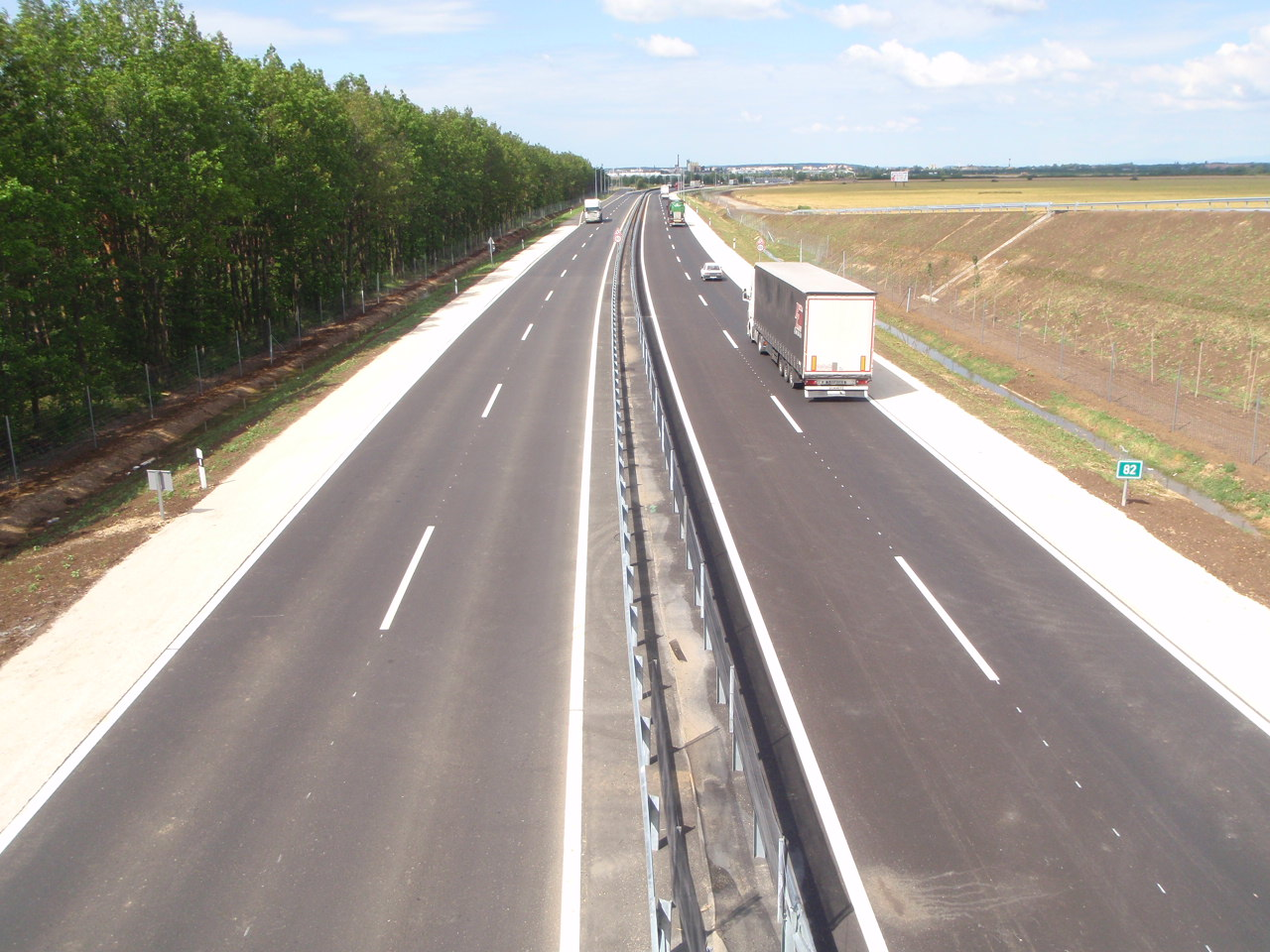
Steinamangerer Schnellstraße in Szombathely

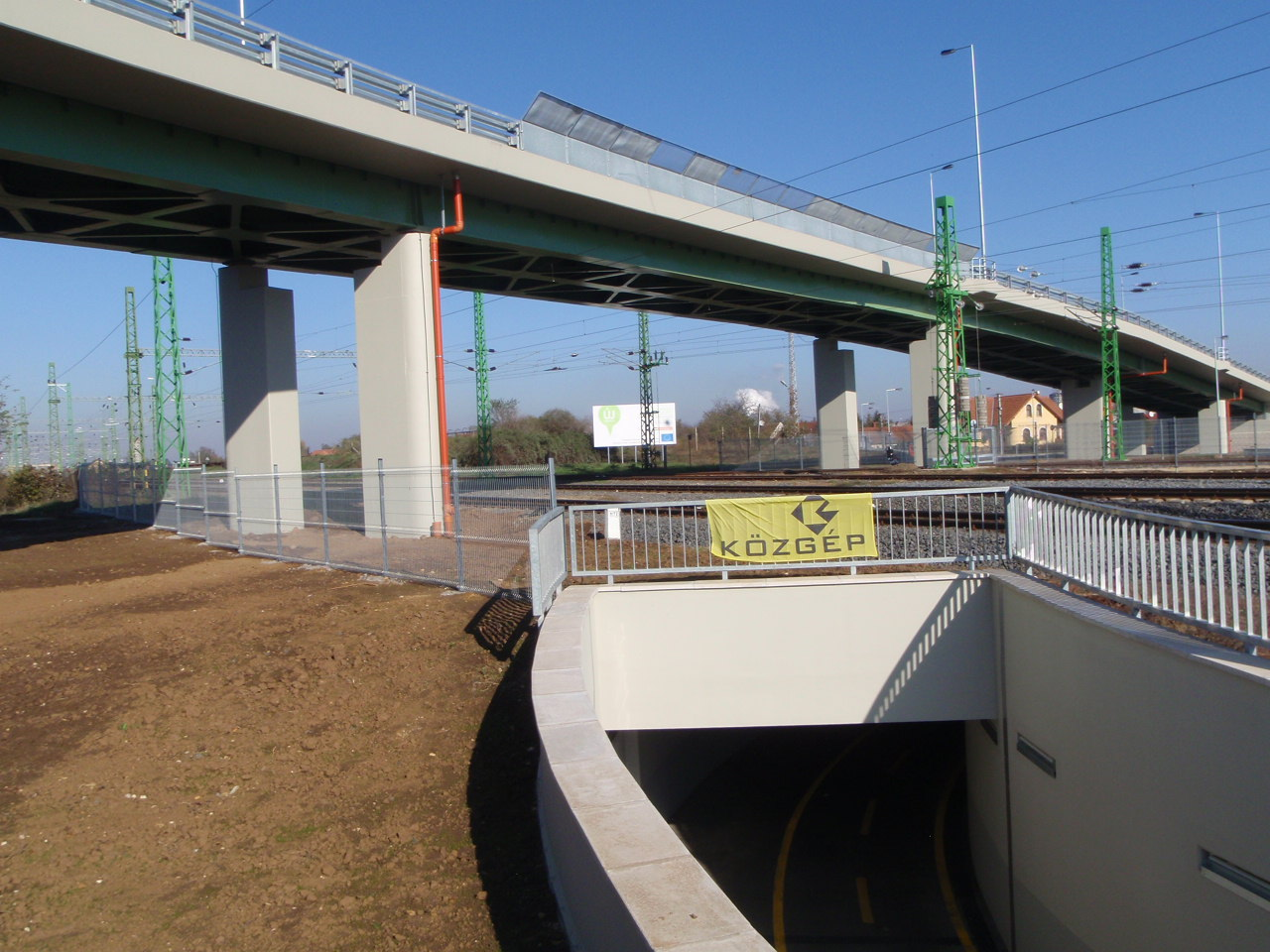
Neue Überführung der Csaba-Straße (seit 2012)

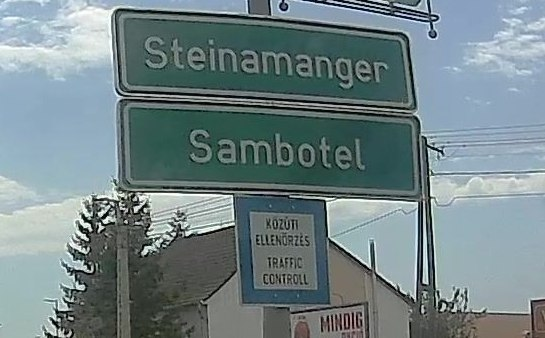
Zusätzliche Ortstafel auf Deutsch und Kroatisch

Szombathely ist seit dem 28. Juni 2014 an die Steinamangerer Schnellstraße angebunden. Mit der Fertigstellung des Lückenschlusses nach Csorna am 25. Oktober 2016 sind Szombathely und Budapest nun durchgehend über Schnellstraßen verbunden. Bald soll auch die Schnellstraße M87 nach Kőszeg gebaut werden.
1865 erfolgte die Eröffnung der Bahnstrecke Wiener Neustadt–Sopron über Szombathely bis Nagykanizsa. Die steirische Ostbahn oder ungarische Westbahn – je nach Sichtweise – verbindet Szombathely mit der steirischen Landeshauptstadt Graz. Die Fortsetzung bis Graz wurde am 1. Mai 1873 offiziell dem Betrieb übergeben. Im Herbst 1872 hatte sich die Ungarische Westbahn, gemeinsam mit einem Konsortium von Industriellen, um die Genehmigung technischer Vorarbeiten zur Errichtung der Strecke Graz – Knittelfeld beworben. 1883 wurde eine Strecke nach Kőszeg, 1883 die Pinkatalbahn, 1891 nach Pressburg, 1894 nach Rum, 1907 bis Murska Sobota über Körmend eröffnet.
Die direkte Eisenbahnverbindung über die Pinkatalbahn in den österreichischen Bezirksvorort Oberwart wurde nach dem Zweiten Weltkrieg unterbrochen. Der Wiederaufbau war auf österreichischer Seite bis Großpetersdorf nahe der Staatsgrenze bereits im Gange. Nach der Einstellung des Personenverkehrs auf der Strecke Friedberg–Oberwart im September 2011 gilt die Revitalisierung als unwahrscheinlich.
Der Personenverkehr Richtung Rum wurde am 25. Mai 1974 und auf der Pinkatalbahn bis Bucsu bereits mit 1. Januar 1960 aufgegeben.
Szombathely ist ein Verkehrsknotenpunkt, an dem neun verschiedene Eisenbahnlinien zusammentreffen. InterCity-Züge fahren 8-mal täglich von Szombathely über Győr zum Bahnhof Budapest-Keleti und 7-mal zurück, davon fährt Rába IC von und nach Graz Hauptbahnhof.

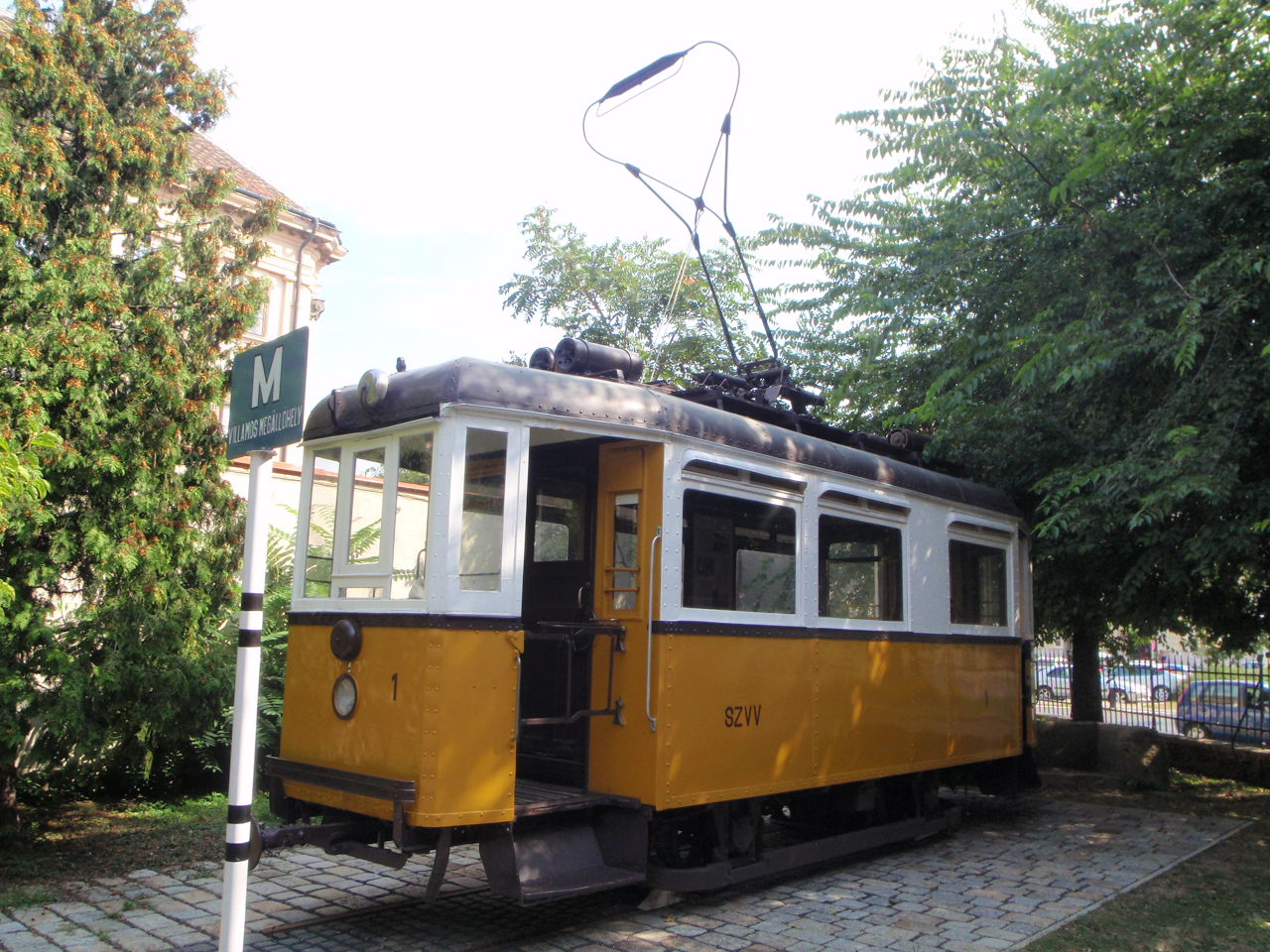
No 1. Wagen im Smidt Museum

Die Bahnlinien Szombathely–Sopron (Steinamanger–Ödenburg) und Szombathely–Szentgotthárd (Steinamanger–St. Gotthard) werden nicht mehr von der ungarischen Staatsbahn MÁV, sondern von der österreichisch-ungarischen Raaberbahn (Raab-Oedenburg-Ebenfurter Eisenbahn = ROeEE oder Győr-Sopron-Ebenfurti Vasút = GySEV) betrieben. Das ungarische Ministerium für nationale Entwicklung beschloss am 18. Juni 2011, die Betriebsführung aller MÁV-Strecken in der Umgebung von Szombathely ab Dezember 2011 auf die Raaberbahn zu übertragen. Heute ist der Szombathelyer Hauptbahnhof der größte und am stärksten frequentierte Bahnhof der Raaberbahn.
Die Szombathelyer Straßenbahn wurde von der im Jahre 1895 gegründeten Elektrizitätswerk AG von Komitat Vas gestartet. Der zu ihrem Betrieb nötige Strom kam vom Wasserkraftwerk Ikervár. Den Start des ersten Zuges signalisierte die Klingel am 4. Juni 1897. Das Betriebsende war am 20. August 1974.

## Szombathely heute

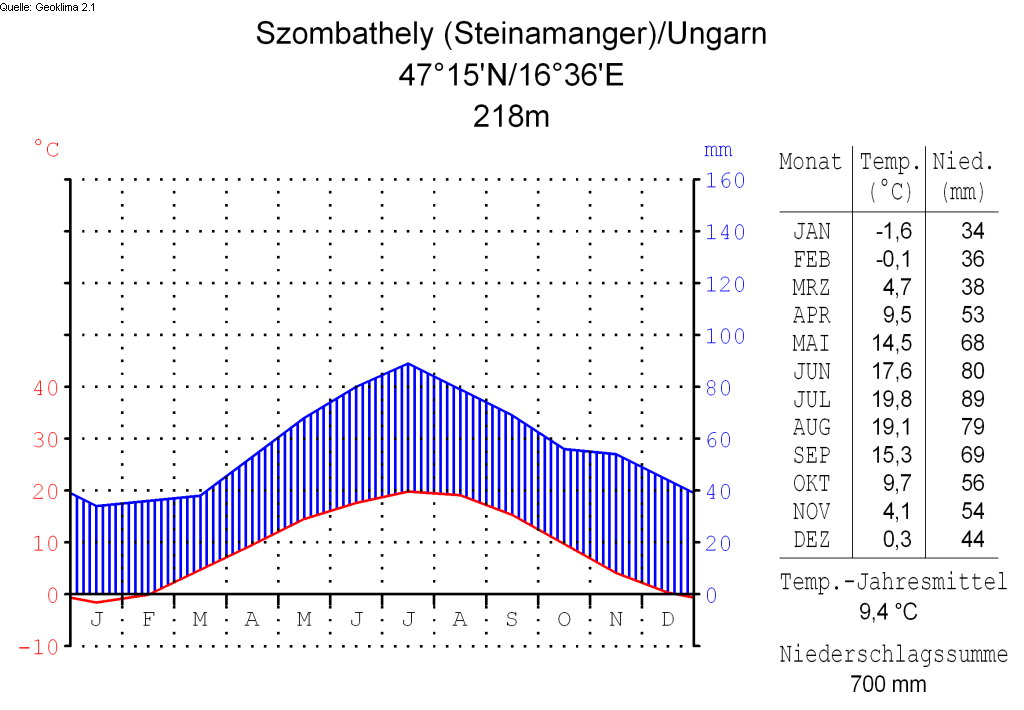
Klimadiagramm von Szombathely

Heute ist Szombathely eine Stadt nach mitteleuropäischem Standard, es erinnert nur noch wenig an die Zeit des Sozialismus. Die Stadt ist eine Industrie- und Gewerbestadt mit guten Wohn- und Einkaufsmöglichkeiten. Einige Supermarktketten und weitere Geschäfte haben sich angesiedelt. Industrie gibt es in den Bereichen Elektronik, Fahrzeugbau, Holz- und Textilverarbeitung. Die größten Industriefirmen sind: Schaeffler Savaria Kft. (3.400 Mitarbeiter), Epcos (1.700 Mitarbeiter), BPW (1.300 Mitarbeiter). Hier ist der Standort des ungarischen Notrufs-112, mit 400 Mitarbeitern. In Szombathely befindet sich das nationale Verkehrspolizei-Verwaltungszentrum mit 800 Mitarbeitern – hier werden die Geschwindigkeitsstrafmandate von ganz Ungarn bearbeitet. Der Automobil- und Industriezulieferer Schaeffler hat in dem Industriegebiet Nord Szombathely im September 2021 ein neues Werk eröffnet und brachte 150 neue Arbeitsplätze in der E-Mobilität. Das mehr als 600 ha große Industriegebiet neben der Schnellstraße M87 soll verkauft und bebaut werden.
Das Land um Szombathely wird vorwiegend landwirtschaftlich genutzt.
Bekannt ist die Stadt auch für den sogenannten „Zahnarzttourismus“. Viele Österreicher, Deutsche oder sogar Schweizer und Franzosen kommen seit Jahren nach Szombathely wegen der wesentlich günstigeren Behandlungskosten.
Das Lohnniveau in Szombathely liegt 2010 etwa bei 50 % eines durchschnittlichen EU-Bürgers, Preise für Lebensmittel, Kleidung usw. haben allerdings bereits EU-Niveau.
Die Volkszählung 2011 ermittelte 78.884 Einwohner, von denen sich 75.850 als ethnische Ungarn (96 %), 1574 als Ungarndeutsche (2 %) und als Kroaten 441 (0,55 %) erklärten. Bei den Religionen ergaben sich 2011 folgende Anteile: 52,15 % römisch-katholisch, 2 % lutherisch, 2,7 % reformiert, 1,2 % atheistisch, 40,6 % ohne Antwort, 1,35 % andere. Die Arbeitslosigkeit im Jahr 2011 lag bei 3,7 %.

## Sehenswürdigkeiten
- Kathedrale Mariä Heimsuchung,[22] erbaut 1791–1797. Innenausbau 1814 fertiggestellt.
- Szombathelyi Képtár, Kunstmuseum mit Fachbibliothek
- Orthodoxe Synagoge, erbaut 1832.
- Synagoge, erbaut 1880/81.

## Stadtteile
- Gyöngyösszőllős (dt. Zöllisch[23])
- Zarkaháza (dt. Zargahof[23])
- Kámon (dt. Kaming[23])
- Herény (dt. Hering[23])
- Gyöngyöshermán (dt. Hermannsdorf[23])
- Szentkirály (dt. Gundelsdorf[23])
- Zanat (dt. Gnadenstein[23])
- Perint (dt. Brenten[23])
- Óperint (dt. Altbrenten[23])
- Olad

## Telekommunikation

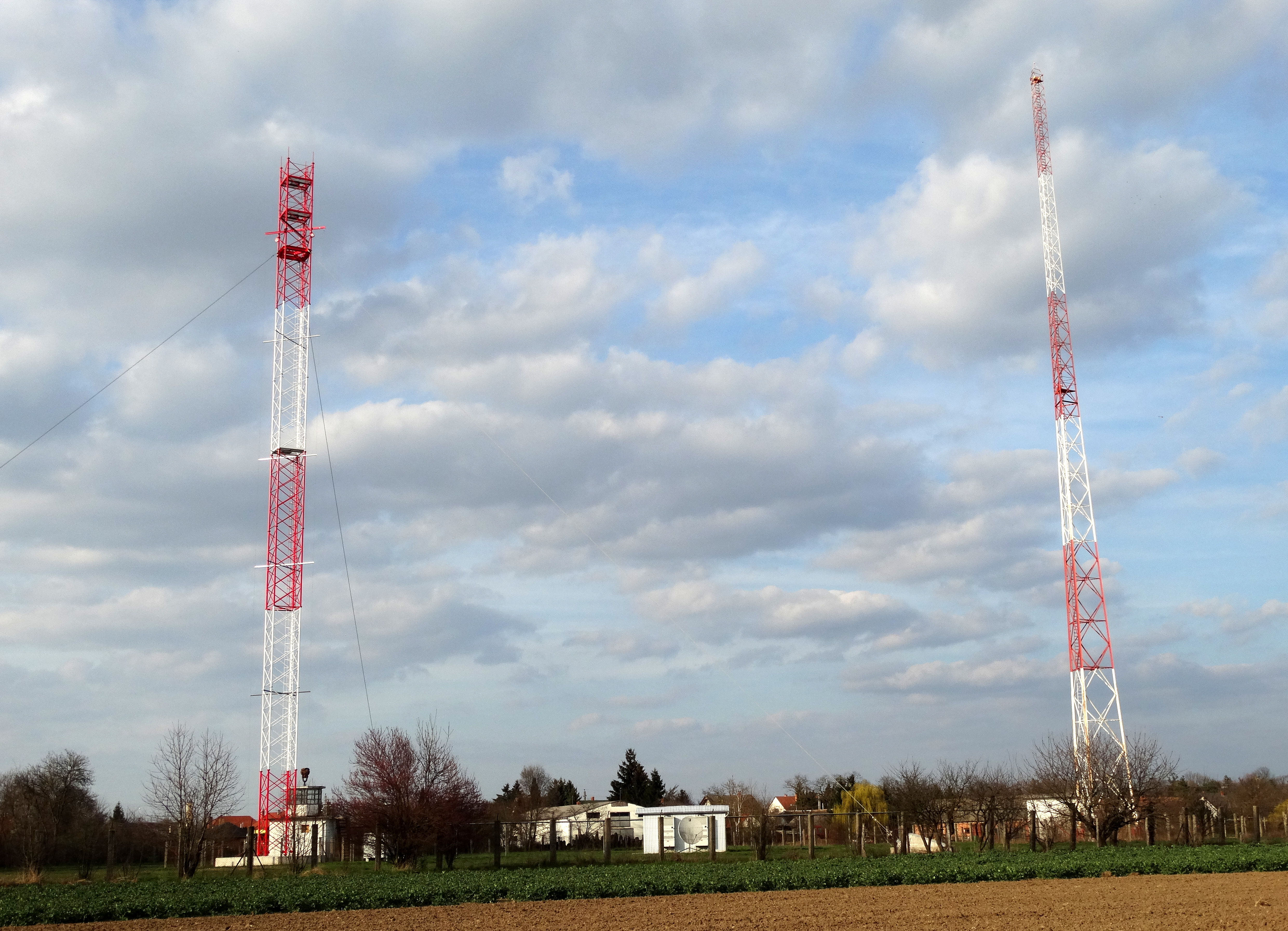
Mittelwellensender Szombathely

Szombathely ist Standort eines Mittelwellensenders auf der Frequenz von 1251 kHz mit 25 kW Sendeleistung bei 47° 12' 2 N 16° 39' 43 O, der als Sendeantenne zwei 60 Meter hohe selbststrahlende Sendemasten verwendet, welche 1954/55 errichtet wurden. Der im Bild rechts abgebildete Sendemast ist als gegen Erde isolierter Sendemast ausgeführt, der linke Mast ist am Fußpunkt geerdet und wird über außen geführte Drahtseile mittig gespeist.

## Sport

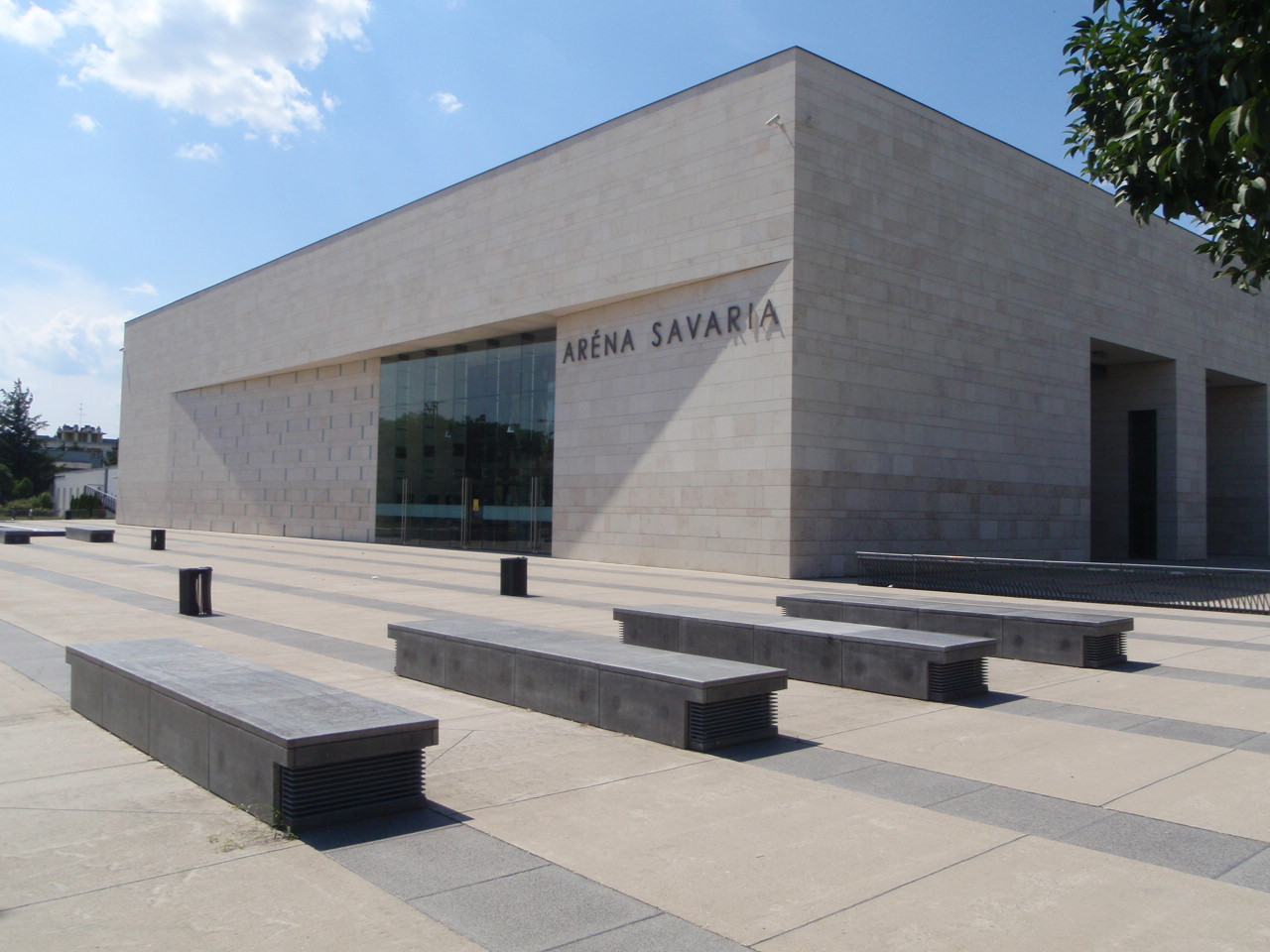
Aréna-Savaria-Sporthalle

- Zoltán Szarka, Fußballolympiasieger 1968 in Mexiko-Stadt, ist seit 2012 Ehrenbürger der Stadt.
- Krisztián Pars, 2012 Olympiasieger in London und Europameister in Helsinki, WM–Zweiter in Daegu im Jahre 2011 im Hammerwurf.
- Gábor Hatos Olympiadritter im Ringen (Freistil, 74 kg) in London
- Die Stadt ist die Heimat von Olympiateilnehmern im Hammer- und Diskuswurf: Zsolt Németh, Attila Horváth, Katalin Divós, Adrián, Annus und Róbert Fazekas
- Der weltberühmte Werferklub DOBÓ SE, der von Pál Németh gegründet wurde.
- Die Fußballmannschaft Haladás Szombathely spielt zurzeit in der Nemzeti Bajnokság, der 1. Liga Ungarns.
- Das Basketball-Team Falco KC hat 2008 die nationale Meisterschaft gewonnen.
- Weitere bedeutende Sportarten in der Stadt sind Tischtennis und Volleyball

## Söhne und Töchter der Stadt
- Martin von Tours (≈316/17–397), Heiliger der katholischen Kirche
- Stefan Kazó (≈1655–1721), Theologe, Archidiakon und Titularbischof
- László Magyar (1818–1864), Entdecker und Reisender
- Boldizsár Horvát (1822–1898), Politiker, Jurist und Justizminister
- Ferenc Székely (1842–1921), Politiker, Jurist und Justizminister
- Eugen von Gothard (1857–1909), Astronom
- Hugo Klein (1873–1931), Offizier und Maler
- Fritz Stier-Somlo (1873–1932), österreich-ungarischer Rechtswissenschaftler, Rektor der Universität Köln
- Edmund Blum (1874–1938), Zahnarzt und Schriftsteller
- Olga Hatzinger (1876–1967), österreichische Schriftstellerin
- József Széll (1880–1956), Politiker, Obergespan und Innenminister
- László Bárdossy (1890–1946), Politiker und Ministerpräsident
- János Hoffmann (1895–1944), Jurist, Opfer der Judenverfolgung
- Stefan Szende (1901–1985), Politologe, Journalist und Politiker
- Andor Kraszna-Krausz (1904–1989), ungarisch-britischer Filmkritiker, Fotograf, Redakteur von Photojournalen
- Eugene Lukacs (1906–1987), ungarisch-US-amerikanischer Mathematiker
- Imre Rajczy (1911–1978), Fechter
- Sándor Weöres (1913–1989), Schriftsteller
- József Asbóth (1917–1986), Tennisspieler
- Péter Vályi (1919–1973), Chemieingenieur, Politiker und Finanzminister
- János Brenner (1931–1957), Priester und Märtyrer
- István Seregély (1931–2018), Erzbischof von Eger
- Karl Wegrath (1932–2018), österreichischer Tischtennisspieler
- László Glózer (* 1936), deutsch-ungarischer Kunsthistoriker und Kunstkritiker
- László Blazovich (* 1943), Historiker
- László Beke (1944–2022), Kunsthistoriker, Hochschullehrer und Kurator
- Endre Tóth (* 1944), Archäologe und Historiker
- Iván Nesztor (* 1946), Schlagzeuger, Flötist und Sammler von Volksmusik
- Pál Rózsa (* 1946), Komponist
- Mária Kelemen (* ≈1960), Literaturwissenschaftlerin,[24] Trägerin des Ritterkreuzes[25]
- Levente Balázs Martos (* 1973), römisch-katholischer Geistlicher, Neutestamentler und Weihbischof in Esztergom-Budapest
- Róbert Fazekas (* 1975), Leichtathlet
- Gábor Király (* 1976), Fußballtorwart
- Judit Varga (* 1976), italienisch-ungarische Leichtathletin
- Péter Halmosi (* 1979), Fußballspieler
- István Szili (* 1982), Boxer
- Olivér Pusztai (* 1981), Fußballspieler
- Júlia Bezsenyi (* 1984), Fußballspielerin
- György Garics (* 1984), Fußballspieler
- Norbert Kiss (* 1985), Automobilrennfahrer
- Katalin Török (* 1985), Fußballschiedsrichterin
- Ágota Bauer (* 1986), Fußballspielerin
- Nóra Horváth (* 1986), Fußballspielerin
- Veronika Tájmel (* 1987), Fußballspielerin
- Richárd Guzmics (* 1987), Fußballspieler
- Adrián Sipos (* 1990), Handballspieler
- Réka Gyurátz (* 1996), Hammerwerferin
- Richárd Rapport (* 1996), Schachgroßmeister
- Péter Kelemen (* 1999), Skispringer
- Noémi Pásztor (* 1999), Handballspielerin
- András Schäfer (* 1999), Fußballspieler
- Virág Vörös (* 1999), Skispringerin
- Luca Hámori (* 2001), Boxerin
- Petra Zsankó (* 2001), Radrennfahrerin
- Flórián Molnár (* 2002), Skispringer
- Dávid Betlehem (* 2003), Schwimmer

## Fiktionale Persönlichkeit
- Rudolf Virág, Vater von Leopold Bloom alias Leopold Virág, Hauptperson des Romanes Ulysses von James Joyce

## Partnerstädte
Städtepartnerschaften bestehen zu
| - Ferrara in Italien - Kaufbeuren in Deutschland - Lappeenranta in Finnland - Maribor in Slowenien - Ramat Gan in Israel - Oberwart in Österreich | - Nõmme in Estland - Lecco in Italien - Kolding in Dänemark - Trnava in der Slowakei - Hunedoara in Rumänien - Uschhorod in Ukraine |

## Galerie

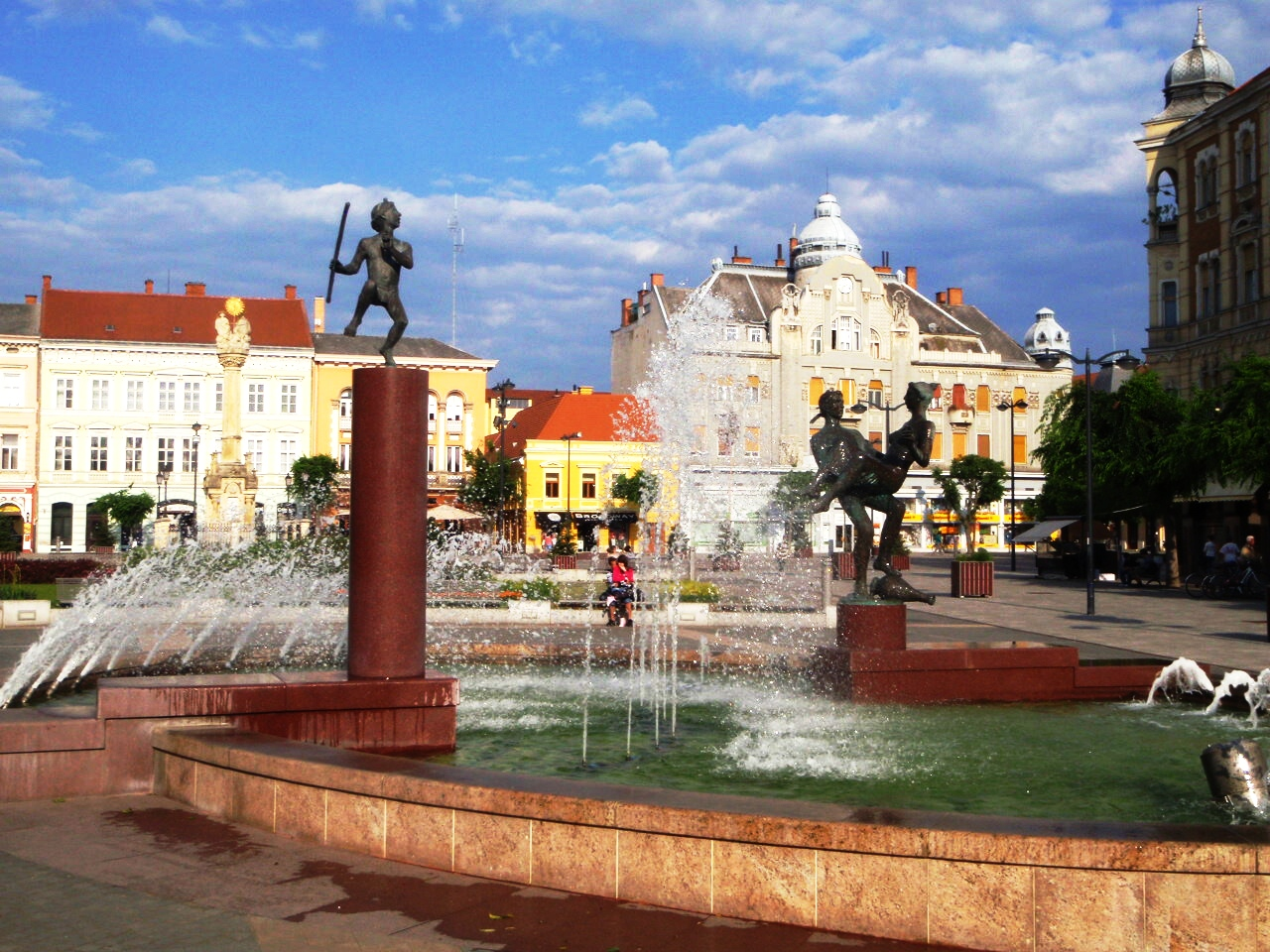
Hauptplatz
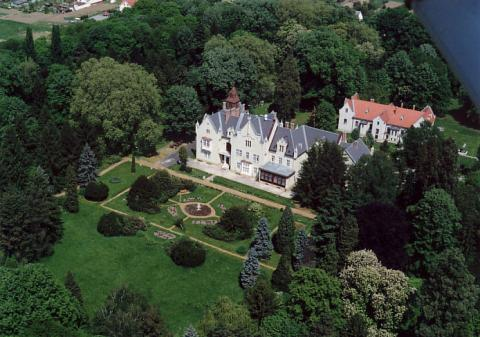
Schloss Szegedy
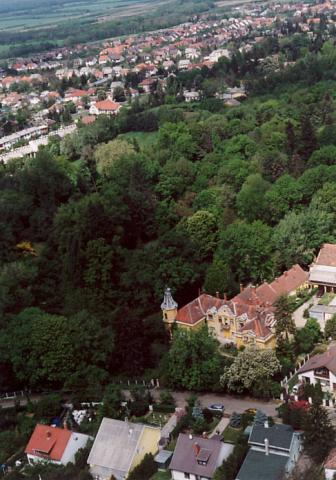
Arboretum
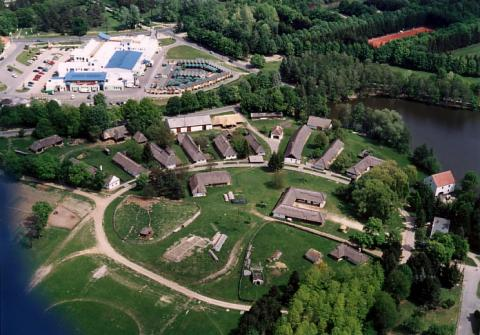
Freilichtmuseum
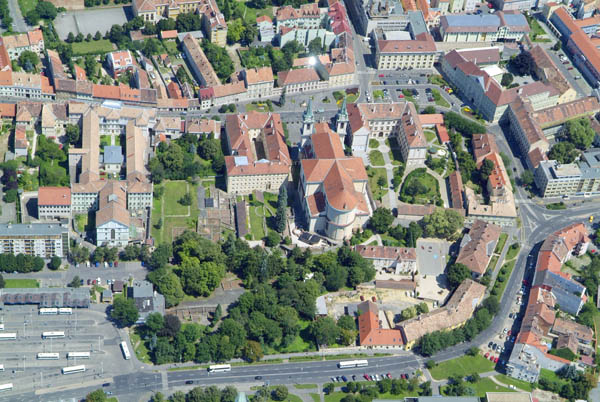
Kathedrale, Bischofspalast und Ruinengarten
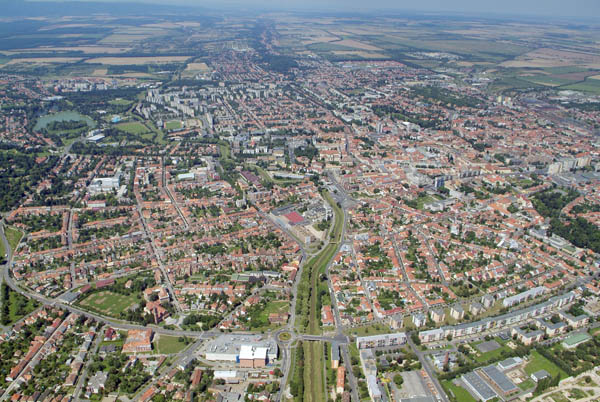
Südliche Stadtteile und der Ring
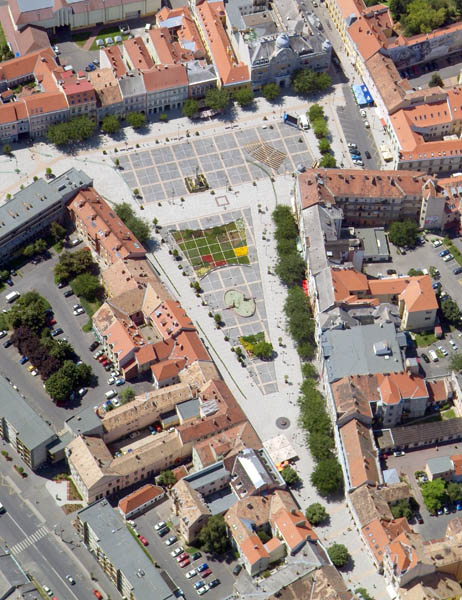
Hauptplatz
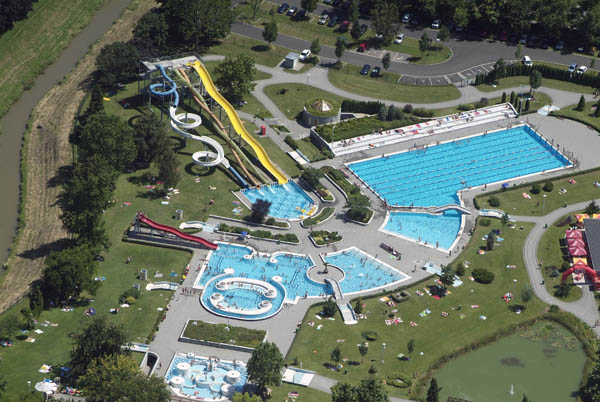
Freibad
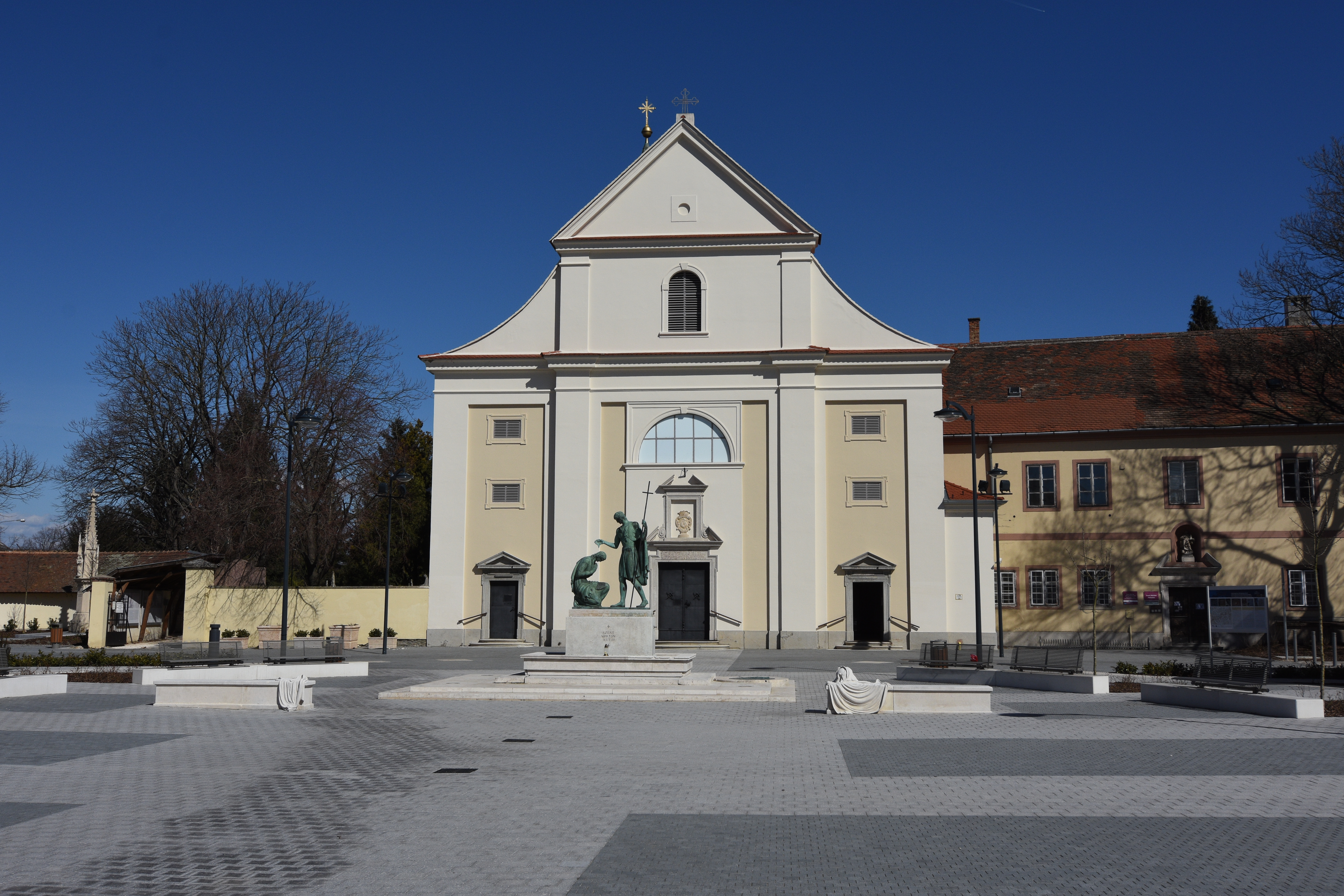
St. Martin Platz
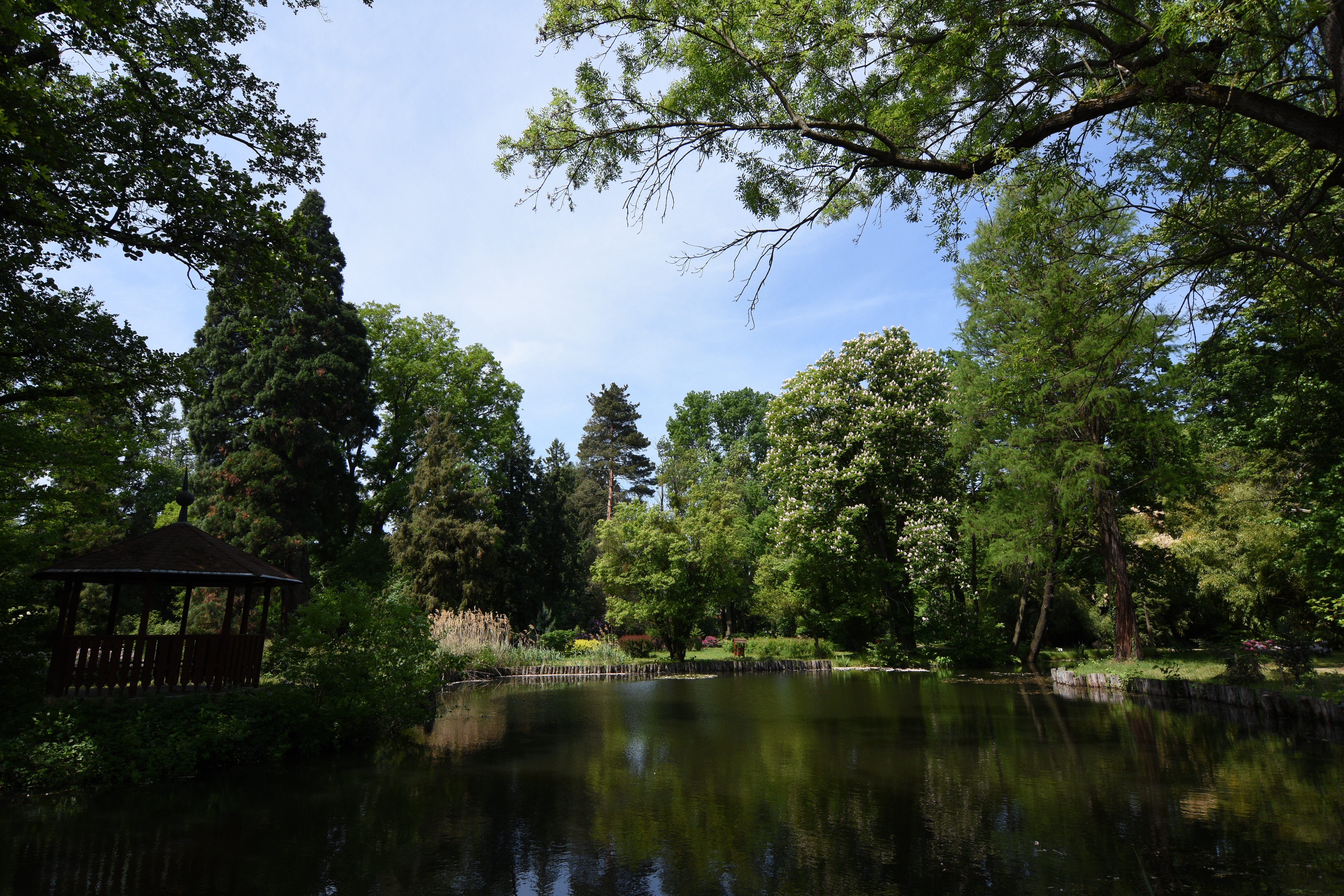
Kamon Arboretum
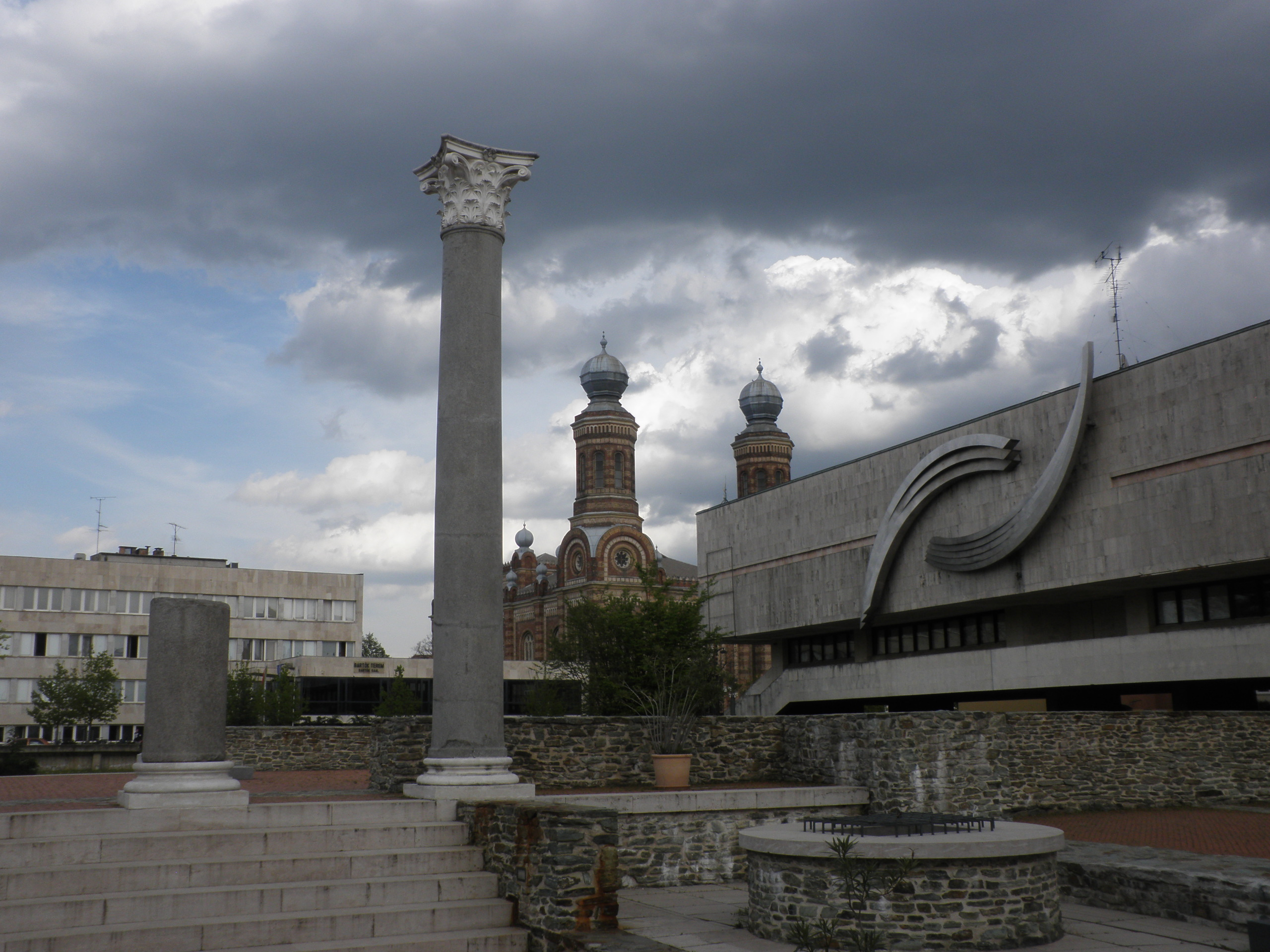
Galerie und Synagoge
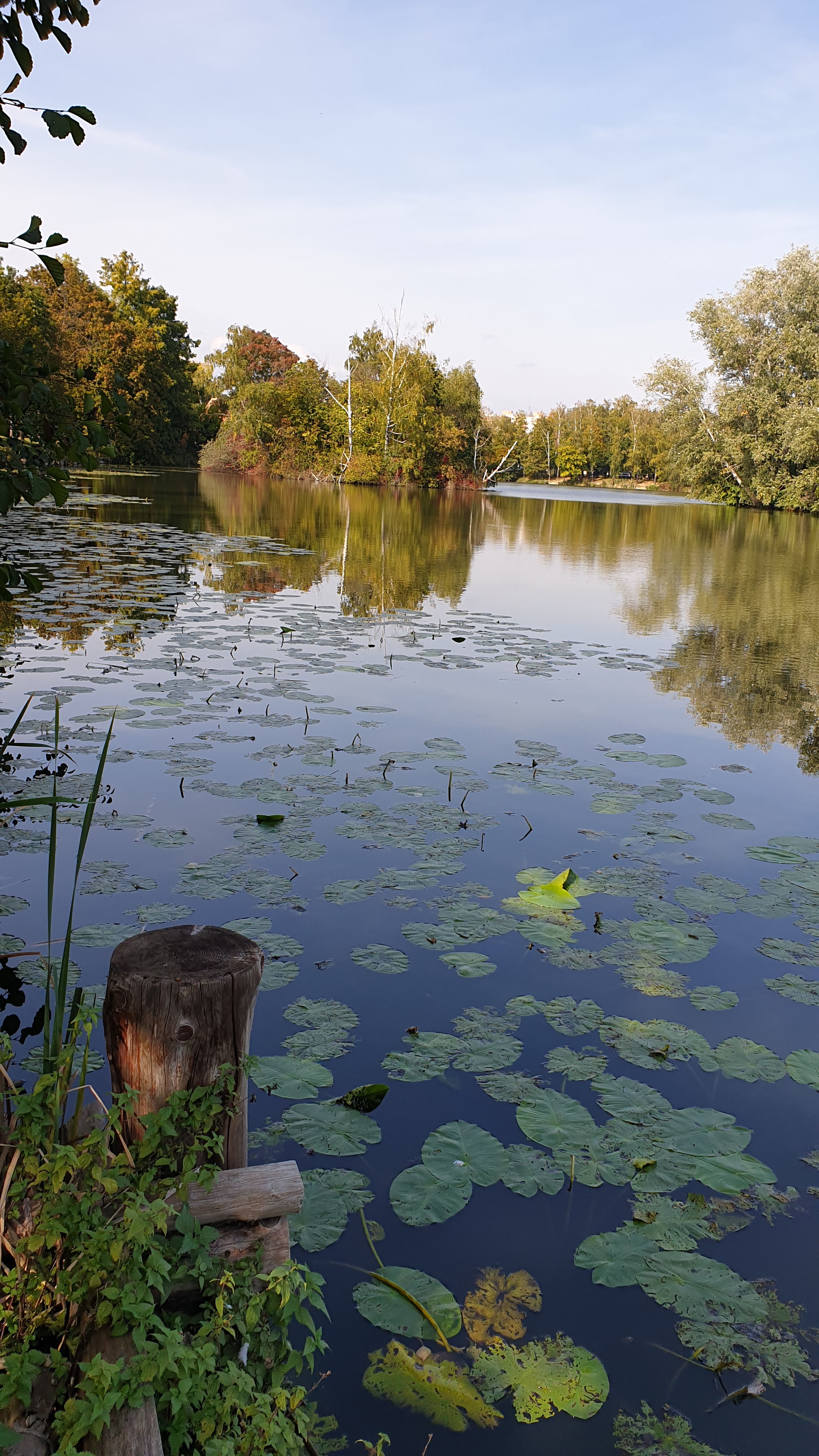
Csónakázó-tó
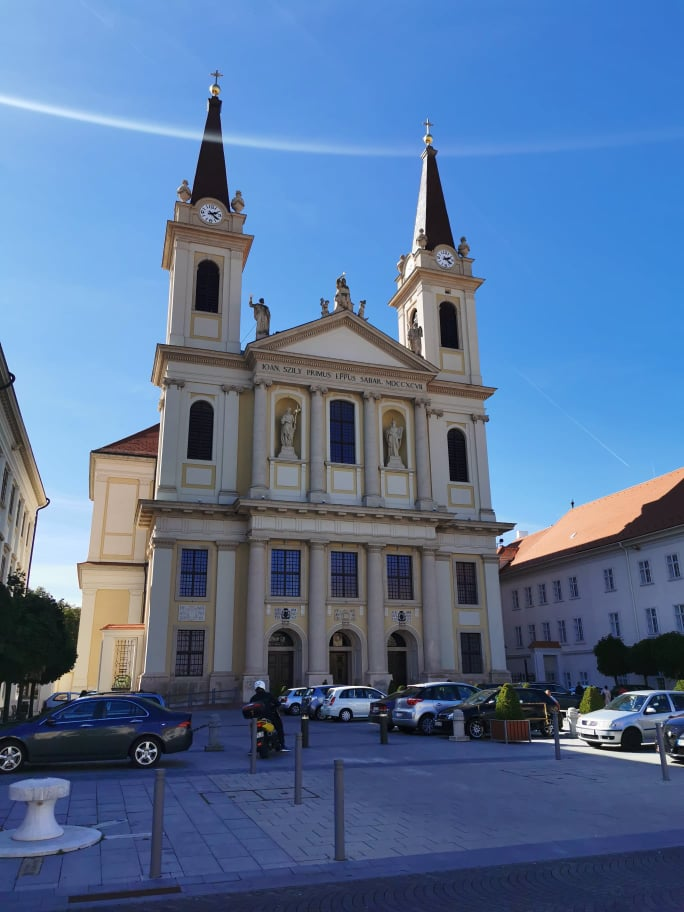
Kathedrale Mariä Heimsuchung
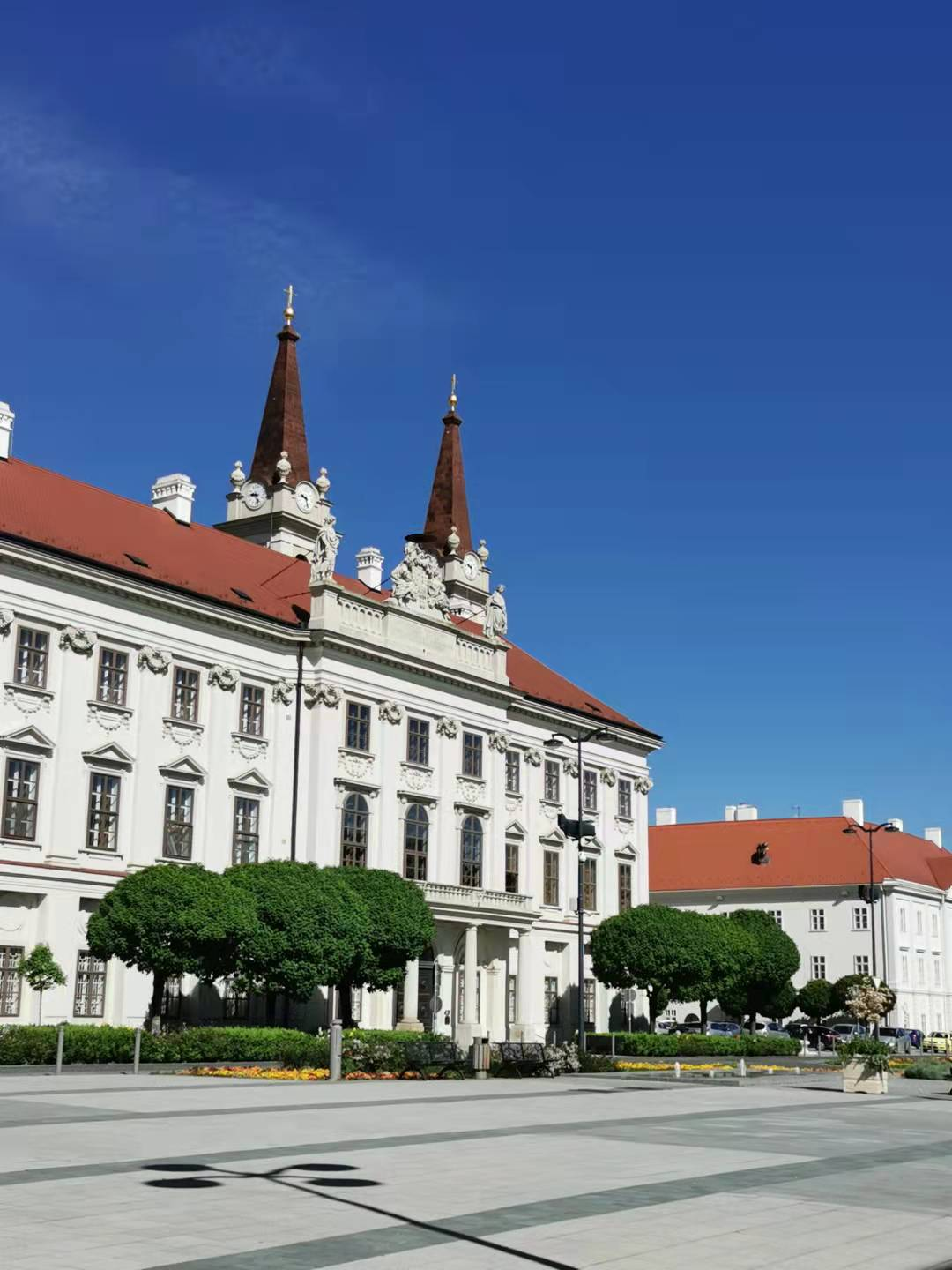
Bischofspalast